# Jeorjos Papandreu

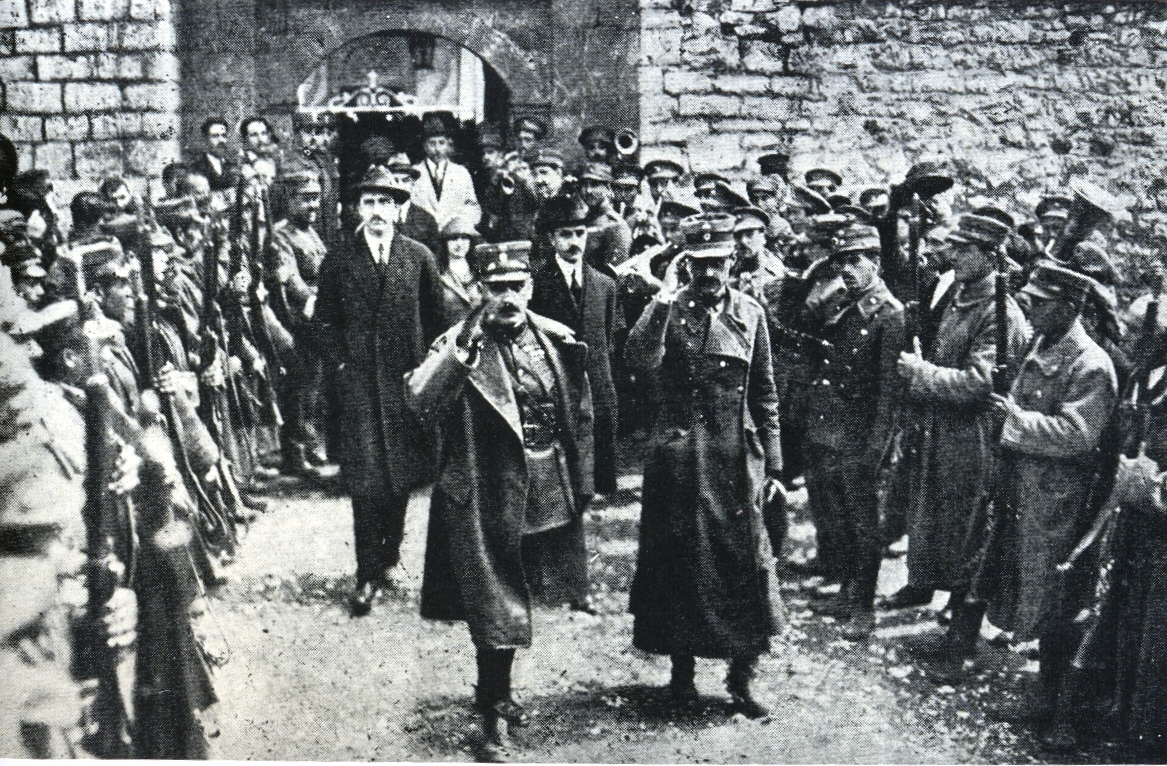
Nikolaos Plastiras (po prawej), Stilianos Gonatas (po lewej), Jeorjos Papandreu (za nimi).

Jeorjos Papandreu (gr. Γεώργιος Παπανδρέου; ur. 13 lutego 1888 w Kalendzi, zm. 1 listopada 1968 w Atenach) – grecki polityk, trzykrotny premier Grecji w latach 1944–1945, 1963 i 1964–1965.

## Życiorys
Urodził się w Kalendzi, w Achai, w Grecji. Swoje życie polityczne rozpoczął wcześnie jako zwolennik Elefteriosa Wenizelosa, który uczynił go gubernatorem Lesbos. Miało to miejsce po wojnie bałkańskiej w 1912 roku. Ożenił się z córką polskiego zesłańca, inżyniera Zygmunta Mineyko, Zofią. Ich syn – Andreas Papandreu (późniejszy premier Grecji) urodził się na wyspie Chios w 1919.
Podczas kryzysu politycznego panującego w Grecji po włączeniu się tego kraju do I wojny światowej Papandreu był jedną z najbliższych osób, która wspierała Wenizelosa w działaniach przeciwko proniemieckiemu królowi Konstantynowi I. Gdy Wenizelos został zmuszony do ucieczki z Aten, Papandreu towarzyszył mu w drodze na Kretę. Następnie udał się na Lesbos, gdzie mobilizował antymonarchistycznych popleczników na wyspach oraz pozyskiwał poparcie dla powstańczego, probrytyjskiego rządu Wenizelosa w Salonikach. W 1921 ledwie uniknął zamachu na swoje życie.
Papandreu był wenizelistowskim parlamentarzystą, ministrem spraw wewnętrznych w 1923 oraz pełnił kilka innych rządowych stanowisk podczas trwania republiki, w latach 1924–1935. Jako minister edukacji zreformował grecki system szkolnictwa. W 1935 założył Socjaldemokratyczną Partię Grecji. Za udział w antymonarchistycznym spisku został osądzony i skazany na śmierć, a w praktyce zmuszony do opuszczenia kraju, w 1936 przez greckiego dyktatora, rojalistę – Joanisa Metaksasa. W czasie niemieckiej okupacji Grecji podczas II wojny światowej dołączył do głównie wenizelistowskiego rządu na uchodźstwie, którego siedzibę był Egipt (z poparciem brytyjskim i królem Jerzym II jako oficjalną głową państwa). W latach 1944–1945 sprawował urząd premiera. W późnych latach 40. Komunistyczną Partię Grecji widział jako główne zagrożenie dla systemu politycznego państwa. Służył w wielu rządach między 1946 a 1952, w tym podczas najbardziej burzliwych momentów wojny domowej.
Resztę lat 50., podczas dominacji konserwatystów, Papandreu spędził w opozycji. W 1961 ożywił grecki liberalizm, zakładając partię Unia Centrum, która była konfederacją starszych liberalnych wenizelistów i nieusatysfakcjonowanych konserwatystów. Po wyborach w 1961 (zwanych wyborami „przemocy i oszustw”) Papandreu deklarował „bezkompromisową walkę” z prawicowym ERE. Partia Jeorjosa ledwo wygrała wybory w listopadzie 1963, lecz żadna partia nie miała możliwości samodzielnego rządzenia, co było przyczyną kolejnych wyborów w lutym 1964. Tym razem Unia Centrum odniosła w nich miażdżące zwycięstwo. Progresywna polityka Papandreu jako premiera budziła dużo sprzeciwów w kręgach konserwatywnych, tak jak i znacząca rola jego syna, Andreasa, którego polityka była umiejscawiana mocno na lewo od centrum.
Był przeciwko porozumieniu zuryskiemu, które doprowadziło do utworzenia Republiki Cypryjskiej. Po konfliktach pomiędzy dwiema społecznościami na Cyprze jego rząd wysłał tam jednostki armii greckiej.
Król Konstantyn II był otwartym przeciwnikiem rządu Papandreu. Częste ultraprawicowe spiski w armii zdestabilizowały rząd. Ostatecznie król ukartował rozłam w Unii Centrum, a w lipcu 1965, odwołał rząd, wzbudzając dyskusję o nadzorze nad ministerstwem obrony. W kwietniu 1967 miał miejsce wojskowy zamach stanu, który zapoczątkował juntę czarnych pułkowników. Papandreu został aresztowany i zmarł w listopadzie 1968. Jego pogrzeb stał się okazją do dużej antydyktatorskiej demonstracji.
Doktor honoris causa Uniwersytetu Belgradzkiego (1965).
Wnukiem Jeorjosa Papandreu jest Jorgos Papandreu.